# Dalbergia canescens
Dalbergia canescens là một loài thực vật có hoa trong họ Đậu. Loài này được (Elmer) Merr. miêu tả khoa học đầu tiên.